# Westinghouse Works, 1904
 Pour plus de détails, voir Fiche technique et Distribution
Westinghouse Works, 1904 est une collection de 21 courts métrages muets, chacun d'une durée d'environ trois minutes. Tournés du 18 avril au 16 mai 1904 à Pittsburgh, Pennsylvanie, les films documentent plusieurs usines de la société Westinghouse. Réalisés par G. W. Bitzer de la American Mutoscope and Biograph Company, ils sont projetés à l'auditorium Westinghouse au cours de l'Exposition universelle de 1904, et ont peut-être été réalisés dans cette intention. Au moins 29 films ont été tournés. Ils sont à présent conservés au National Film Registry de la Library of Congress.
Les films de la collection de la Library of Congress sont :
1. Assembling a generator, Westinghouse works
2. Assembling and testing turbines, Westinghouse works
3. Casting a guide box, Westinghouse works
4. Coil winding machines, Westinghouse works
5. Coil winding section E, Westinghouse works
6. Girls taking time checks, Westinghouse works
7. Girls winding armatures
8. Panorama exterior Westinghouse works
9. Panorama of Machine Co. aisle, Westinghouse works
10. Panorama view street car motor room
11. Panoramic view aisle B, Westinghouse works
12. Steam hammer, Westinghouse works
13. Steam whistle, Westinghouse works
14. Taping coils, Westinghouse works
15. Tapping a furnace, Westinghouse works
16. Testing a rotary, Westinghouse works
17. Testing large turbines, Westinghouse works
18. Welding the big ring
19. Westinghouse Air Brake Co. Westinghouse Co. works (casting scene)
20. Westinghouse Air Brake Co. Westinghouse Co. works (moulding scene)
21. Westinghouse Air Brake Co. Westinghouse works

## Source de la traduction
- (en) Cet article est partiellement ou en totalité issu de l’article de Wikipédia en anglais intitulé « Westinghouse Works, 1904 » (voir la liste des auteurs).